# Cerca de la revolución (álbum)
Cerca de la revolución es un álbum tributo en donde varias bandas underground de los años 1990 como Jaime Sin Tierra, Grand Prix, Panza, Reincidentes, entre otros, hacen versiones de clásicos del músico argentino Charly García. Fue editado por el sello Ultra pop en 1999.

## Lista de canciones
1. Jaime Sin Tierra» - «Ojos de video tape»
2. Siempre Lucrecia» - «Mr. Jones»
3. Grand Prix - «Quiero ver, quier ser, quiero entrar»
4. Medusa - «Nos siguen pegando abajo»
5. Panza - «Demoliendo hoteles»
6. Audio Perú - «Bubulina»
7. Estupendo - «No soy un extraño»
8. Sector 7G - «Yendo de la cama al living»
9. Victoria Mil - «Parte de la religión»
10. Klauss - «Nuevos trapos»
11. Reincidentes - «Raros peinados nuevos»
12. Sometidos Por Morgan - «Hipercandombe»
13. Lanzas Activas - «Piano bar / No soy un extraño»
14. Presumido - «Tango en segunda»
15. Uno x Uno - «Canción para mi muerte»